# 꽃고비
꽃고비(Polemonium racemosum)는 꽃고비과의 여러해살이풀이다.

## 생태
높이는 70-100cm 정도이다. 잎은 6-12쌍의 작은잎으로 이루어진 깃꼴겹잎이며 어긋난다. 꽃은 홍자색의 얕은 접시 모양으로 매우 아름다운데, 6-8월경이 되면 줄기 윗부분에 원추꽃차례를 이루면서 달린다. 열매는 삭과로 9월경에 익는다. 주로 산지에서 자라며 평북·함경도 등지에 분포하고 있다.